# Tama (Tokio)
Tama (jap. 多摩市 Tama-shi, deutsch ‚kreisfreie Stadt Tama‘, englisch Tama City) ist eine Stadt am Tama im Tama-Gebiet der japanischen Präfektur Tokio und grenzt östlich unmittelbar an die Stadt Inagi.

## Geschichte und Geographie
Die Gemeinde Tama besteht ohne wesentliche Gebietsveränderung seit der Einführung moderner Kommunalordnungen 1889, als es als Tama-mura im Landkreis Süd-Tama der Präfektur Kanagawa mehrere vormoderne Dörfer des 1878 geteilten Kreises Tama vereinigte. 1893 wurde Tama mit dem übrigen Tama-Gebiet an die Präfektur Tokio übertragen. Das Dorf wurde 1964 als Tama-machi kreisangehörige Stadt. 1971 schließlich wurden Tama und Inagi, die beiden letzten verbliebenen Gemeinden im Kreis Süd-Tama, als -shi kreisfrei, der Landkreis hörte auf zu bestehen.
Tama-shi wurde als Wohnstadt konzipiert und schließlich am 1. November 1971 am westlichen Rand der japanischen Hauptstadt Tokio gegründet. Ihren Namen verdankt sie dem gleichnamigen Fluss Tama, der im Norden eine natürliche Stadtgrenze bildet.
Neben einem Stützpunkt der japanischen Selbstverteidigungsstreitkräfte und einer Basis der Luftstreitkräfte der USA befindet sich in Tama seit 1990 zudem ein Freizeitpark des japanischen Konzerns Sanrio, in dem die Figur Hello Kitty im Vordergrund steht.

## Verkehr
- Bahn
  - Keiō-Linie nach Shinjuku
  - Keiō-Sagamihara-Linie nach Shinjuku
  - Odakyū Tama-Linie nach Shinjuku
- Einschienenbahn Tama

## Söhne und Töchter der Stadt
- Takao Doi (* 1954), Astronaut
- Kenji Kitawaki (* 1991), Fußballspieler
- Hiroto Ogata, Gitarrist der Band Alice Nine
- Kyōhei Shimazaki (* 1991), Fußballspieler
- Keisuke Tsuboi (* 1979), Fußballspieler

## Angrenzende Städte und Gemeinden
- Präfektur Tokio
  - Inagi
  - Hino
  - Fuchū
  - Hachiōji
  - Machida
- Präfektur Kanagawa
  - Kawasaki

## Städtepartnerschaften
- Fujimi, Japan